# Stazione di Spezzano Albanese Terme
Stazione di Spezzano Albanese Terme vasútállomás Olaszországban, Spezzano Albanese településen.

## Vasútvonalak
Az állomást az alábbi vasútvonalak érintik:
- Cosenza-Sibari-vasútvonal

## Kapcsolódó állomások
A vasútállomáshoz az alábbi állomások vannak a legközelebb:
- Stazione di Sibari
- Stazione di Tarsia